# Jeunesse Bône Athlétique Club
Pour les articles homonymes, voir JBAC.
Maillots
La Jeunesse Bône Athlétique Club (en arabe : نادي أتليتيك شبيبة بونا), plus couramment abrégé en JBAC Bône, est un club algérien de football fondé en 1932, et situé dans la ville de Bône actuellement Annaba.
Il évoluait au Stade Stade Paul Pantaloni, actuellement Stade Abdelkader-Chabou- Annaba.

## Histoire
La Jeunesse Bône Athlétique Club est créée en 1932 dans la ville de Bône, par des colons européens qui étaient des amateurs de sport et de football.
Les responsables du club ont fait de la JBAC un club mixte arabe et français européens.
Après l’indépendance de l'Algérie, la JBAC Bône intègre le championnat national en Critérium Honneur 1962-1963,,, championnat organisé sous forme de 4 groupes de 10 clubs chacun. La JBAC Bône commence dans le Groupe II de Constantine,, et se classe troisième de son groupe.

## Palmarès
| Compétitions nationales                                                                      | Compétitions internationales                                                                                    |
| -------------------------------------------------------------------------------------------- | --- |
| - Championnat de Constantine (Division d'Honneur) (5): - Champion : 1937, 1938, 1939 et 1942 | - Championnat d'Afrique du Nord de football (1) - Champion : 1938 - Supercoupe de l'ULNAF (1) - Champion : 1938 |

## Parcours

### Classement en championnat de Constantine (LCFA) par année
- 1932-33 : Première Division Gr.Est, 3e
- 1933-34 : Promotion d'Honneur, 1re Champion
- 1934-35 : Division d'Honneur, 4e
- 1935-36 : Division d'Honneur, ?e
- 1936-37 : Division d'Honneur, 1re Champion
- 1937-38 : Division d'Honneur, 1re Champion
- 1938-39 : Division d'Honneur, 1re Champion
- 1939-40 : Division d'Honneur, ?e
- 1940-41 : Division d'Honneur, ?e
- 1941-42 : Division d'Honneur, 1re Champion
- 1942-43 : Division d'Honneur, ?e
- 1943-44 : Division d'Honneur, ?e
- 1944-45 : Division d'Honneur, ?e
- 1945-46 : Division d'Honneur, ?e
- 1946-47 : Division d'Honneur, ?e
- 1947-48 : Division d'Honneur, ?e
- 1948-49 : Division d'Honneur, ?e
- 1949-50 : Division d'Honneur, ?e
- 1950-51 : Division d'Honneur, ?e
- 1951-52 : Division d'Honneur, ?e
- 1952-53 : Division d'Honneur, 4e
- 1953-54 : Division d'Honneur, ?e
- 1954-55 : Division d'Honneur, 8e
- 1955-56 : Division d'Honneur, ?e
- 1956-57 : Division d'Honneur, ?e
- 1957-58 : Division d'Honneur, ?e
- 1958-59 : Division d'Honneur, ?e
- 1959-60 : Division d'Honneur, ?e
- 1960-61 : Division d'Honneur, ?e
- 1961-62 : Division d'Honneur, ?e

### Classement en championnat d'Algérie par année
- 1962-63 : D1, C-H Est Gr.II, 3e
- 1963-64 : D1, DH Est Gr.est, 7e
- 1964-65 : D2, DH Est, ?e
- 1965-66 : D2, DH Est, ?e
- 1966-67 : D3, DH Est, ?e
- 1967-68 : D3, DH Est, 10e
- 1968-69 : D3, DH Est, ?e
- 1969-70 : D3, DH Est, ?e
- 1970-71 : D3, DH Est, ?e
- 1971-72 : D3, DH Est, ?e
- 1972-73 : D2, Division 2 Est, 11e
- 1973-74 : D2, Division 2 Est, 13e
- 1974-75 : D3, DH Est, ?e
- 1975-76 : D3, DH Est, ?e
- 1976-77 : D3, DH Est, ?e
- 1977-78 : D3, DH Est, ?e
- 1978-79 : D3, DH Est, ?e
- 1979-80 : D3, DH Est, ?e
- 1980-81 : D3, DH Est, ?e
- 1981-82 : D3, DH Est, ?e
- 1982-83 : D3, DH Est, ?e
- 1983-84 : D3, DH Est, ?e
- 1984-85 : D3, DH Est, ?e
- 1985-86 : D3, DH Est, ?e
- 1986-87 : D3, DH Est, 1re
- 1987-88 : D2, Régional Est, 17e
- 1988-89 : D3, DR Constantine, ?e
- 1989-90 : D4, DH Constantine, ?e
- 1990-91 : D4, DH Constantine, ?e
- 1991-92 : D4, DH Constantine, ?e
- 1992-93 : D4, DH Constantine, ?e
- 1993-94 : D4, DH Constantine, ?e
- 1994-95 : D4, DH Constantine, ?e
- 1995-96 : D4, DH Constantine, ?e
- 1996-97 : D4, DH Constantine, ?e
- 1997-98 : D4, DH Constantine, ?e
- 1998-99 : D?, DH Constantine, ?e
- 1999-00 : D?
- 2000-01 : D?
- 2001-02 : D?
- 2002-03 : D?, PH Constantine, ?e
- 2003-04 : D?, LRF Annaba,  ?e
- 2004-05 : D?
- 2005-06 : D?
- 2006-07 : D?
- 2007-08 : D?
- 2008-09 : D?
- 2009-10 : D?
- 2010-11 : D?
- 2011-12 : D?
- 2012-13 : D7, DH Annaba,  1re
- 2013-14 : D6, R2 Annaba groupe, ?e
- 2014-15 : D6, R2 Annaba groupe, ?e
- 2015-16 : D6, R2 Annaba groupe, ?e
- 2016-17 : D6, R2 Annaba groupe A, ?e
- 2017-18 : D6, R2 Annaba groupe, ?e
- 2018-19 : D6, R2 Annaba groupe, ?e
- 2019-20 : D6, R2 Annaba groupe, ?e
- 2020-21 : Saison Blanche
- 2021-22 : D6, R2 Annaba groupe, ?e
- 2022-23 : D5, R2 Annaba groupe A, ?e
- 2023-24 : , ?e

### Parcours de la JBAC Annaba en coupe d'Algérie
| Saison  | Tour        | Matchs          | Résultats   |
| ------- | ----------- | --------------- | ----------- |
| 1962-63 | 1/16 finale | MC Saint Arnaud | 3-1         |
| 1963-64 | ?           | ?               | ?           |
| 1964-65 | 1/8 finale  | MC Saïda        | 5-0         |
| 1965-66 | 1/32 finale | Red Star Annaba | 2-0         |
| 1966-67 | ?e T.R      | ?               | ?           |
| 1967-68 | ?           | ?               | ?           |
| 1968-69 | 1/32 finale | USH Constantine | 1-1 corners |
| 1969-70 | ?           |                 | ?           |
| 1970-71 | ?           |                 | ?           |
| 1971-72 | 1/16 finale | AS Ain M'lila   | 4-1         |
| 1972-73 | 1/16 finale | MC Oran         | 3-1         |
| 1973-74 | ?           | ?               | ?           |
| 1974-75 | ?           | ?               | ?           |
| 1975-76 | ?           | ?               | ?           |
| 1976-77 | 1/8 finale  | ES Sétif        | 3-1         |
| 1977-78 | 1/16 finale | USM Alger       | 2-2 tab 5-4 |
| 1978-79 | 1/16 finale | MC Oran         | 3-1         |
| 1979-80 | ?           | ?               | ?           |
| 1980-81 | ?           | ?               | ?           |
| 1981-82 | ?           | ?               | ?           |
| 1982-83 | ?           | ?               | ?           |
| 1983-84 | ?           | ?               | ?           |
| 1984-85 | 1/16 finale | CRE Constantine | 4-0         |
| 1985-86 | 3e T.R      | JSM Tébessa     | 2-2 tab     |
| 1986-87 | ?           | ?               | ?           |
| 1987-88 | 1/64 finale | CB Béjaia       | 2-1         |
| 1988-89 | 1/32 finale | MB Skikda       | 2-1         |
| 1989-90 | N.J         | N.J             | N.J         |
| 1990-91 | ?           | ?               | ?           |
| 1991-92 | ?           | ?               | ?           |
| 1992-93 | N.J         | N.J             | N.J         |
| 1993-94 | ?           | ?               | ?           |
| 1994-95 | ?           | ?               | ?           |
| 1995-96 | ?           | ?               | ?           |
| 1996-97 | ?           | ?               | ?           |
| 1997-98 | ?           | ?               | ?           |
| 1998-99 | ?           | ?               | ?           |
| 1999-00 | ?e T.R      | ?               | ?           |
| 2000-01 | ?e T.R      | ?               | ?           |
| 2001-02 | ?           | ?               | ?           |
| 2002-03 | ?           | ?               | ?           |
| 2003-04 | ?           | ?               | ?           |
| 2004-05 | ?           | ?               | ?           |
| 2005-06 | ?           | ?               | ?           |
| 2006-07 | ?           | ?               | ?           |
| 2007-08 | ?           | ?               | ?           |
| 2008-09 | ?e T.R      | ?               | ?           |
| 2009-10 | ?           | ?               | ?           |
| 2010-11 | ?           | ?               | ?           |
| 2011-12 | ?           | ?               | ?           |
| 2012-13 | ?           | ?               | ?           |
| 2013-14 | ?           | ?               | ?           |
| 2014-15 | ?           | ?               | ?           |
| 2015-16 | ?           | ?               | ?           |
| 2016-17 | ?           | ?               | ?           |
| 2017-18 | ?           | ?               | ?           |
| 2018-19 | ?           | ?               | ?           |
| 2019-20 | ?           | ?               | ?           |

## Personnalités du club

### Entraîneurs du club
- Chazot

### Anciens joueurs du club
Quelques joueurs qui ont marqué l'histoire de la JBAC Bône.
- Georges Lamia
- René Ripoll (source)
- Cordina
- Ali Attoui
- Said Brahimi
- Mohamed Ben Ali
- Gamaoun Mohamed

### Présidents du club
- Madame Maryse Aribaud